# Seznam premiérů Lotyšska
Toto je seznam předsedů vlád Lotyšska.

## 1918–1940
| Pořadí | Obrázek          | Jméno                    | Životní data | Nástup do úřadu    | Opuštění úřadu     | Strana    |
| ------ | ---------------- | ------------------------ | ------------ | ------------------ | ------------------ | --------- |
| 1      | Kārlis Ulmanis   | Kārlis Ulmanis           | 1877–1942    | 18. listopadu 1918 | 13. července 1919  | LZS       |
| 1      | Kārlis Ulmanis   | Kārlis Ulmanis           | 1877–1942    | 14. července 1919  | 8. prosince 1919   | LZS       |
| 1      | Kārlis Ulmanis   | Kārlis Ulmanis           | 1877–1942    | 9. prosince 1919   | 11. června 1920    | LZS       |
| 1      | Kārlis Ulmanis   | Kārlis Ulmanis           | 1877–1942    | 12. června 1920    | 18. června 1921    | LZS       |
| 2      |                  | Zigfrīds Anna Meierovics | 1887–1925    | 19. června 1921    | 26. ledna 1923     | LZS       |
| 3      |                  | Jānis Pauļuks            | 1865–1937    | 27. ledna 1923     | 27. června 1923    | Nestraník |
| (2)    |                  | Zigfrīds Anna Meierovics | 1887–1925    | 28. června 1923    | 26. ledna 1924     | LZS       |
| 4      |                  | Voldemārs Zāmuels        | 1872–1948    | 27. ledna 1924     | 18. prosince 1924  | DCP       |
| 5      |                  | Hugo Celmiņš             | 1877–1941    | 19. prosince 1924  | 23. prosince 1925  | LZS       |
| (1)    | Kārlis Ulmanis   | Kārlis Ulmanis           | 1877–1942    | 24. prosince 1925  | 6. května 1926     | LZS       |
| 6      |                  | Arturs Alberings         | 1877–1934    | 7. května 1926     | 18. prosince 1926  | LZS       |
| 7      |                  | Marģers Skujenieks       | 1886–1941    | 19. prosince 1926  | 23. ledna 1928     | LSDSP     |
| 8      |                  | Pēteris Juraševskis      | 1872–1945    | 24. ledna 1928     | 30. listopadu 1928 | DCP       |
| (5)    |                  | Hugo Celmiņš             | 1877–1941    | 1. prosince 1928   | 26. března 1931    | LZS       |
| (1)    | Kārlis Ulmanis   | Kārlis Ulmanis           | 1877–1942    | 27. března 1931    | 5. prosince 1931   | LZS       |
| (7)    |                  | Marģers Skujenieks       | 1886–1941    | 6. prosince 1931   | 23. března 1933    | LSDSP     |
| 9      | Ādolfs Bļodnieks | Ādolfs Bļodnieks         | 1889–1962    | 24. března 1933    | 16. března 1934    | LJSP      |
| (1)    | Kārlis Ulmanis   | Kārlis Ulmanis           | 1877–1942    | 17. března 1934    | 15. května 1934    | LZS       |
| (1)    | Kārlis Ulmanis   | Kārlis Ulmanis           | 1877–1942    | 15. května 1934    | 17. června 1940    | Nestraník |

## Od roku 1990
| Pořadí | Obrázek                 | Jméno                   | Životní data | Nástup do úřadu    | Opuštění úřadu     | Strana    |
| ------ | ----------------------- | ----------------------- | ------------ | ------------------ | ------------------ | --------- |
| 1      | Ivars Godmanis          | Ivars Godmanis          | * 1951       | 7. května 1990     | 3. srpna 1993      | LTF       |
| 2      | Valdis Birkavs          | Valdis Birkavs          | * 1942       | 3. srpna 1993      | 15. září 1994      | LC        |
| 3      | Māris Gailis            | Māris Gailis            | * 1951       | 15. září 1994      | 21. prosince 1995  | LC        |
| 4      | Andris Šķēle            | Andris Šķēle            | * 1958       | 21. prosince 1995  | 13. února 1997     | Nestraník |
| 4      | Andris Šķēle            | Andris Šķēle            | * 1958       | 13. února 1997     | 6. srpna 1997      | Nestraník |
| 5      | Guntars Krasts          | Guntars Krasts          | * 1957       | 7. srpna 1997      | 26. listopadu 1998 | TB/LNNK   |
| 6      |                         | Vilis Krištopans        | * 1954       | 26. listopadu 1998 | 16. července 1999  | LC        |
| (4)    | Andris Šķēle            | Andris Šķēle            | * 1958       | 16. července 1999  | 5. května 2000     | TP        |
| 7      | Andris Bērziņš          | Andris Bērziņš          | * 1951       | 5. května 2000     | 7. listopadu 2002  | LC        |
| 8      | Einars Repše            | Einars Repše            | * 1961       | 7. listopadu 2002  | 9. března 2004     | JL        |
| 9      | Indulis Emsis           | Indulis Emsis           | * 1952       | 9. března 2004     | 2. prosince 2004   | ZZS (LZP) |
| 10     | Aigars Kalvītis         | Aigars Kalvītis         | * 1966       | 2. prosince 2004   | 20. prosince 2007  | TP        |
| (1)    | Ivars Godmanis          | Ivars Godmanis          | * 1951       | 20. prosince 2007  | 20. února 2009     | LC        |
| 11     | Valdis Dombrovskis      | Valdis Dombrovskis      | * 1971       | 12. března 2009    | 22. ledna 2014     | JL / V    |
| 12     | Laimdota Straujuma      | Laimdota Straujumaová   | * 1951       | 22. ledna 2014     | 11. února 2016     | V         |
| 13     | Māris Kučinskis         | Māris Kučinskis         | * 1961       | 11. února 2016     | 23. ledna 2019     | LP        |
| 14     | Arturs Krišjānis Kariņš | Arturs Krišjānis Kariņš | * 1964       | 23. ledna 2019     | 15. září 2023      | Jednota   |
| 15     | Evika Siliņa            | Evika Siliňová          | * 1975       | 15. září 2023      | úřadující          | Jednota   |